# راهنمای آلبوم رولینگ استون
راهنمای آلبوم رولینگ استون (انگلیسی: The Rolling Stone Album Guide) (قبلاً به‌عنوان راهنمای ضبط رولینگ استون شناخته می‌شد) یک کتاب که شامل نقدهای حرفه‌ای موسیقی است که توسط اعضای مجله رولینگ استون نوشته و ویرایش شده‌است. اولین چاپ آن در سال ۱۹۷۹ و آخرین آن در سال ۲۰۰۴ منتشر شد. راهنمای این کتاب در ریت یور میوزیک قابل مشاهده است. در حالی که فهرستی از آلبوم‌های دارای امتیاز پنج ستاره توسط راهنما در Rocklist.net قابل مشاهده است.